# فلو تریدرز
فلو تریدرز (انگلیسی: Flow Traders) شرکت خدمات مالی هلندی است، که در سال ۲۰۰۴ تأسیس شد.